# Mushroom Pillow
Mushroom Pillow Music fue creado en 2001 por Marcos Collantes y Keina Garcia, por entonces estudiantes en la Universidad, motivados por su pasión por la música y la necesidad de descubrir talento underground y llevarlo al público mainstream. Tras años trabajando en el sector de la música de forma no profesional (organizando conciertos, haciendo fanzines, recopilaciones en casetes, creando un catálogo de venta por correo, sesiones de Dj’s, colaborando con revistas, etc.), llegó el momento de lanzar un sello discográfico, justo cuando la crisis del sector musical entraba en su mayor apogeo. Para ello utilizan 1000 euros que les prestan unos amigos cercanos y se embarcan en el desarrollo de una compañía que aspira a lo más grande posible tomando como influencia (pero adaptándola a su realidad) sellos como Elektra Records por su diversidad, Creation Records por su pasión por el underground o Motown por su constante búsqueda de hits.
Desde la primera referencia del sello se marcaron las pautas de la compañía para el futuro: Proyectos nuevos que parten desde cero, canciones de pop con feeling de hit y búsqueda de nuevas vías para llegar a un público amplio como forma de trascender para la música que partía del underground y a la que en España se le negaba la presencia en medios o audiencias más amplias en ese momento. A fin de cuentas, crear una compañía independiente que no esté limitada por los usos establecidos o habituales del sector…o en resumidas cuentas, trascender barreras y hacer lo que se cree que hay que hacer más allá de lo esperado o de las etiquetas musicales y ser totalmente independientes en el qué, cómo y cuando.
Así en 2001 aparece el debut de Deluxe “Not what you had thought” que tras un primer recibimiento con la usual desidia de la industria musical estándar, pero con la pasión de mucha gente, logra entrar en el #12 de la lista de singles más vendidos. Tras más de 150 conciertos, llega en 2003 la segunda entrega de Deluxe “If things were to go wrong” que logra un puesto #25 en la lista de discos más vendidos en España y se publica  además en Japón, otra de las habituales formas de expandir de la compañía a través de acciones, licencias o sincronizaciones en el extranjero. El disco contiene “Que no”, el tema más popular del proyecto que desde entonces ha aparecido en diversas publicaciones entre las canciones más destacadas en España en los primeros años del siglo XXI. Tras un año de su publicación consigue dar el salto a radios comerciales.
En los primeros años del sello, además de grupos nacionales, se publican grupos internacionales como los australianos The Go-Betweens, los nórdicos The Raveonettes, los ingleses The Jeevas o los americanos The Essex Green entre otros. Durante su trayectoria, la compañía renuncia a ser un sello de un único sonido y edita grupos de música instrumental, garaje, psicodelia, indie, pop, electrónica o folk pero siempre con la vista puesta en la canción pop como objetivo.
En el 2004 se publica “Little Heart Attacks” de The Sunday Drivers, que además de convertirse en mejor disco del año para diferente medios se edita fuera de España a través de un acuerdo con el sello francés Naive. Recorren Francia y parte de Europa y participan en conocidos festivales musicales. El grupo sigue creciendo con discos como “Tiny Telephone” junto a Brad Jones y “The End of Maiden Trip”, hasta su disolución.
Ya en 2005 Mushroom Pillow firma al grupo La Habitación Roja, que graba su primer disco para el sello en Chicago de la mano de Steve Albini y marca el cénit del grupo hasta la fecha. Permanecen en la compañía hasta 2018 publicando con regularidad, graban sus canciones más exitosas durante estos años y el sello incorporara a su catálogo todas las grabaciones que habían publicado previamente.
Es en 2007 cuando se publica el debut de Triángulo de Amor Bizarro, un clásico instantáneo dentro de la escena alternativa que marca la aparición de otro tipo de sonidos en el ecosistema del momento. El grupo sigue publicando discos durante muchos años, con referencias como “Año Santo” o “Salve discordia”, y siempre destacando en las listas anuales en España y América. Es, con diferencia, el grupo que más premios ha recibido en España en la última década. 
El sevillano Sr. Chinarro edita su primer (y más exitoso) disco en Mushroom Pillow en 2007. “El mundo según” hace que el proyecto salga del nicho y se muestre orgulloso a un público más amplio, sumando titulares y portadas de conocidas publicaciones y girando largo y tendido por España. Sigue publicando discos en la compañía, la cual compra su catálogo anterior hasta tener 17 de sus discos en el sello. En 2015 Nando Cruz toma el título de su primer sencillo para contar la historia del pop independiente de los 90 en España en el libro de “Pequeño Circo”, en donde ocupa un lugar destacado.
La consecución de diferentes referencias como discos del año o como parte de destacadas promociones en España y en el extranjero llevan a la compañía a un camino diferente y promueve que artistas españoles ocupen sincronizaciones en países como Uk o USA, y muchos de ellos entran en las listas de ventas de España.
Mushroom Pillow recibe en 2008 el Premio de la Música Independiente al mejor sello discográfico, reconocimiento que vuelve a recibir en un total de 3 ocasiones durante los años en los que se otorga en esta categoría. La actividad del sello y sus grupos se ve recompensada en más de 25 ocasiones posteriores. Algo que también continúa es su propio camino hacia la exportación con Delorean y su balearic pop, que destaca en medios de USA durante varios años y les hace girar por todo el mundo. Con We Are Standard, que graban junto a Andy Gill de Gang of Four en Londres y publican disco en USA o Francia además de España. Son los años de Pitchfork y los grupos más experimentales, así como los viajes a Japón, Inglaterra, México o Estados Unidos y las sincronizaciones de primer orden como Mastercard o Google Play Music (en el lanzamiento de la plataforma) así como temas en anuncios de NBA y series de TV internacionales.
Otro de los grupos que alcanza su cota más alta de repercusión en la compañía es El Columpio Asesino, cuyo tema “Toro” es ya un clásico de la escena independiente iberoamericana y que les lleva durante varios años a todos los festivales en España, México o Argentina.
Durante años publican discos de Hola A Todo El Mundo, Maga, WAS, Polock, Los Punsetes, La Costa Brava, Nudozurdo, Joe Crepúsculo, Belako y un largo etc de temas que tras año tras año siguen teniendo una alta rotación en las bibliotecas digitales de millones de personas en el mundo. Además adquieren referencias de otros sellos y de grupos clásicos del indie español como Love of Lesbian, Dorian o La Buena Vida.
Ya en 2015, cuando el consumo digital toma impulso, Mushroom Pillow cierra un ciclo en su constante búsqueda de evolución y expansión. Si en los años previos la compañía había creado un larga lista de discos clásicos dentro del circuito alternativo, es con la publicación de “Hundred Miles” de Yall x Gabriela Richardson con el que se refleja la necesidad de cambio en la compañía. El tema consigue el Disco de Diamante en Francia así como el #1 de las radios francesas y se convierte en un clásico por méritos propios en Europa continental, consiguiendo también discos de oro en Alemania, Suiza, Bélgica o España, además de aparecer en la campaña mundial de Pepsi. En esta época se publican “Spinning Over You” de Reyko, que alcanza el #1 de radio en España, y “My life is going on” de Cecilia Krull y Gavin Moss, #1 de radios en Francia durante ocho semanas consecutivas por delante de Calvin Harris o David Guetta y disco de Platino en Francia. Tanto “Hundred Miles” como “My Life Is Going On” entran en el top 20 de las radios comerciales europeas, un hito muy poco habitual en la industria musical española.
Desde el 2015 hasta el 2020, hasta 10 canciones de Mushroom Pillow aparecen en el top 100 de Shazam a nivel mundial, provocando que su catálogo adquiera una dimensión poco habitual para un sello independiente español, y más si son primeros lanzamientos de debutantes. Canciones de nuevos artistas como Vega Almohalla, Zazo & Gxurmet, Gavin Moss, Cecilia Krull o Yall, todas ellas con un consumo digital muy por encima de la media, hacen que vire hacia una compañía de corte europeo más que hacia una de corte nacional de nicho. En 2020 varios tracks alcanzan hasta 52 charts de tiendas digitales internacionales. La cantante Najwa publica su primer disco en la compañía y viraliza varios temas junto a una cada vez más cuantiosa legión de fans de diferentes países que provocan la caída de la web del sello ante la primera colección de merchandising de la artista. 
El cada vez más extenso catálogo del sello aglutina canciones de éxito que aguantan el paso del tiempo desde su creación en 2001 y que marcan el punto álgido comercial de muchos de los artistas que pasan por él, y sigue buscando una expansión internacional por un camino marcado por sus propias decisiones, más allá de lo que se supone que debe ser y representar una compañía independiente al uso que puede mezclar la sensibilidad de cuidar un proyecto de carácter alternativo con la efectividad de trabajar un track que pueda ser #1 en radios comerciales.

## Grupos internacionales
- The Raveonettes
- The Go Betweens
- The Essex Green
- Linda Draper
- Los Fancy Free
- The Jeevas
- Boedekka
- Club 8
- Bart Davenport
- Call and Response
- Astrid
- Pinkie
- Heavy Blinkers
- Bronco Bullfrog
- Tribeca
- Alex Lowe
- Mondial

## Grupos nacionales
- Sr. Chinarro
- Delorean
- The Sunday Drivers
- La Habitación Roja
- Extraperlo
- Tarik y la fábrica de colores
- Triángulo de Amor Bizarro
- Limousine
- Universal Circus
- Galáctica
- La Costa Brava
- Da
- Belako
- Jubilee
- Panorama
- Lovely Luna
- Femme Fatal
- Deluxe
- Xabel Vegas
- We Are Standard
- Maga
- Polock
- Kostrok
- El columpio asesino
- Siloé
- Novio Caballo
- Zazo y Gxurmet